# Sekou Cissé
Sekou Cissé, född 23 maj 1985 i Dabou, är en ivoriansk fotbollsspelare som spelar för CA Pontarlier.

## Landslagskarriär
Sekou Cissé blev uttagen i Elfenbenskustens preliminära trupp till Afrikanska mästerskapet 2008.
Han spelade i Elfenbenskustens U23-landslag i Toulon Tournament 2008 där de slutade på tredje plats. Cissé blev turneringens skyttekung med fyra mål.